# Seattle Underground

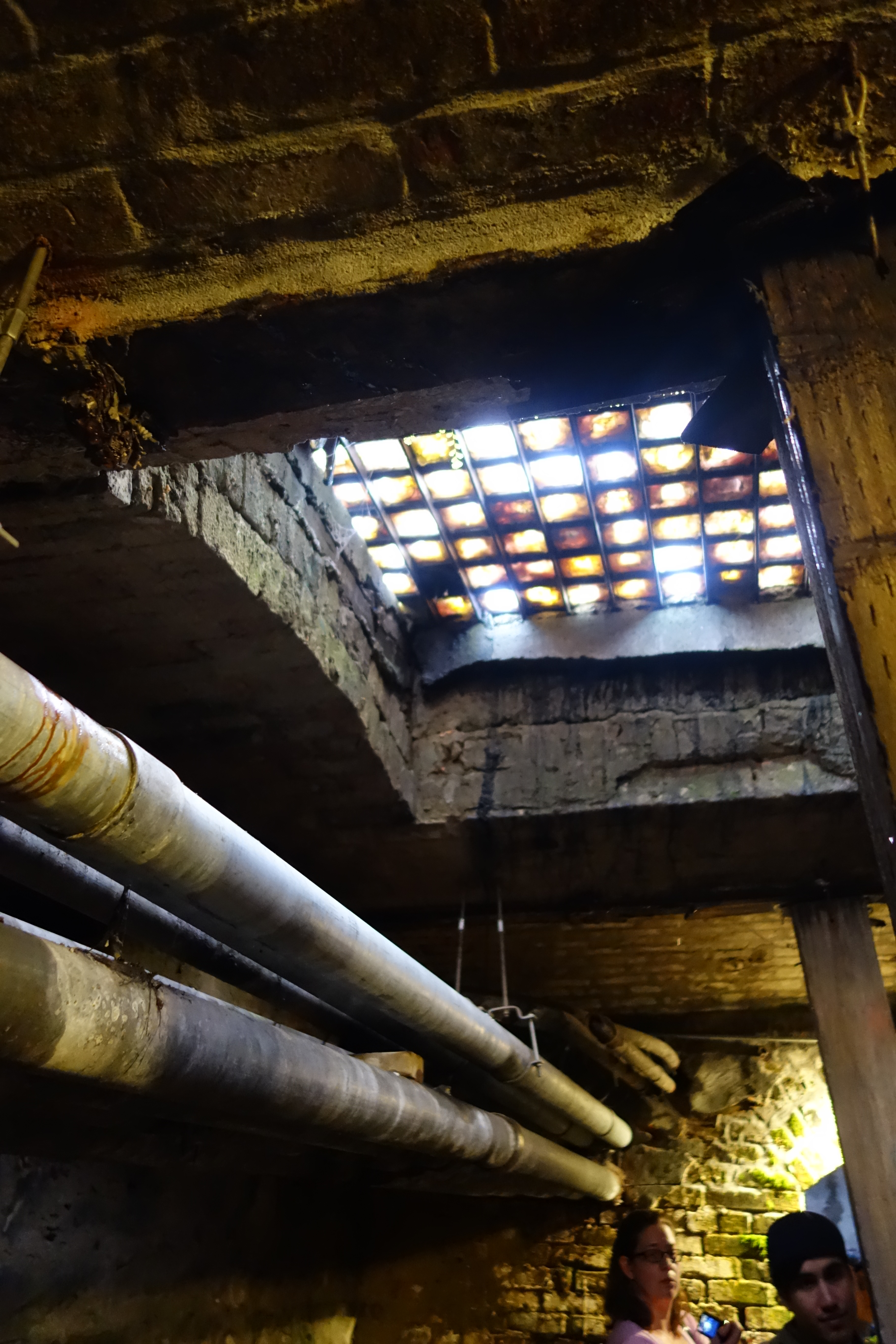
La lumière traversant une grille d'une rue de Seattle, vue depuis le Seattle Underground.

Le Seattle Underground (Seattle souterrain, en français) est un réseau de passages souterrains et de sous-sols dans le quartier de Pioneer Square, dans le centre-ville de Seattle, aux États-Unis, qui étaient à la surface lors de la construction de la ville au milieu du XIXe siècle. Avec l'élévation des rues et les reconstructions suivant le Grand incendie de Seattle en 1889, ces espaces furent abandonnés.
Ces espaces tombés en désuétude sont devenus une attraction touristique au cours des dernières décennies et des lieux de trafics (prohibition, prostitution) à certaines périodes de l'histoire de la ville.

## Galerie

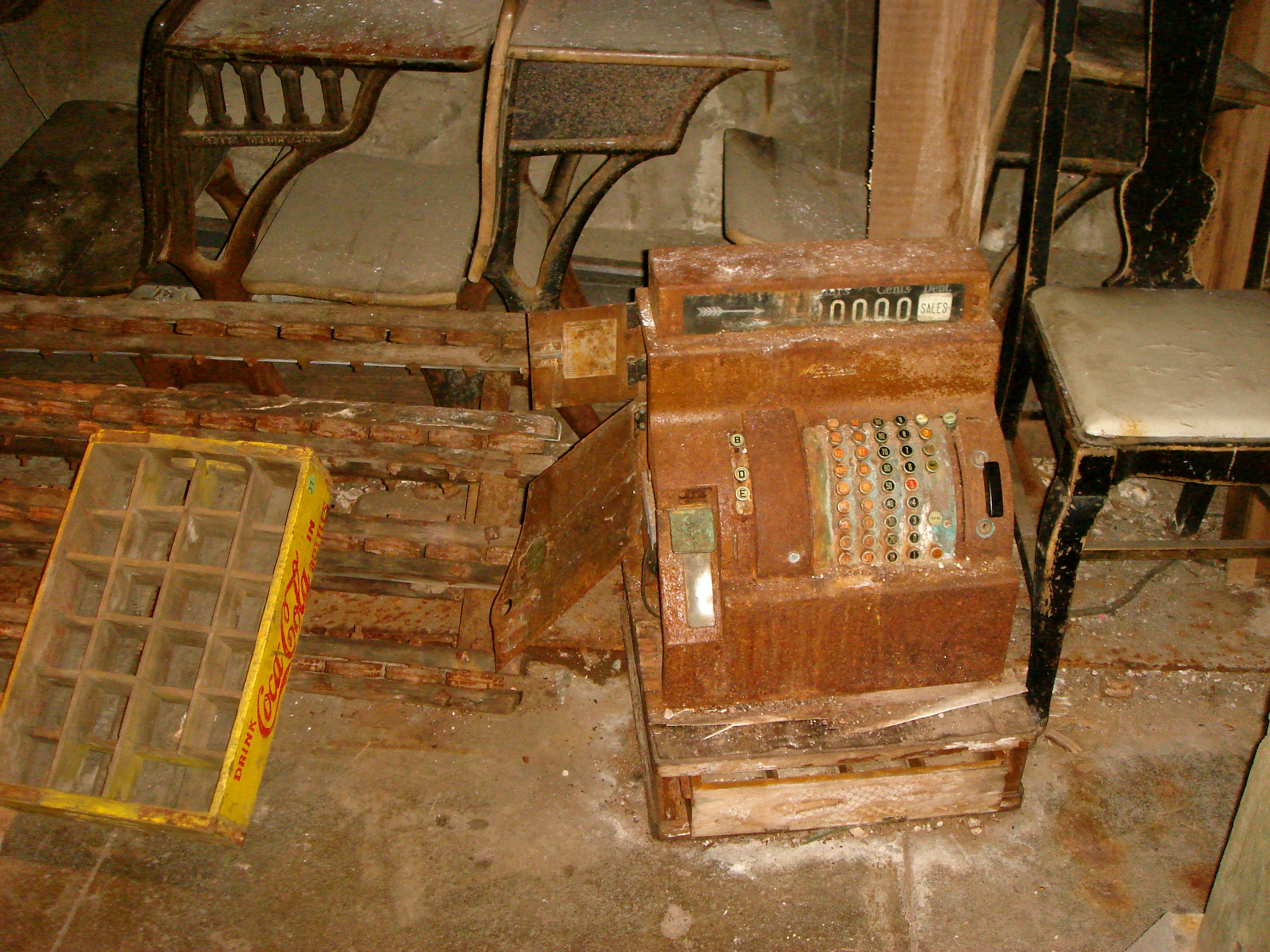
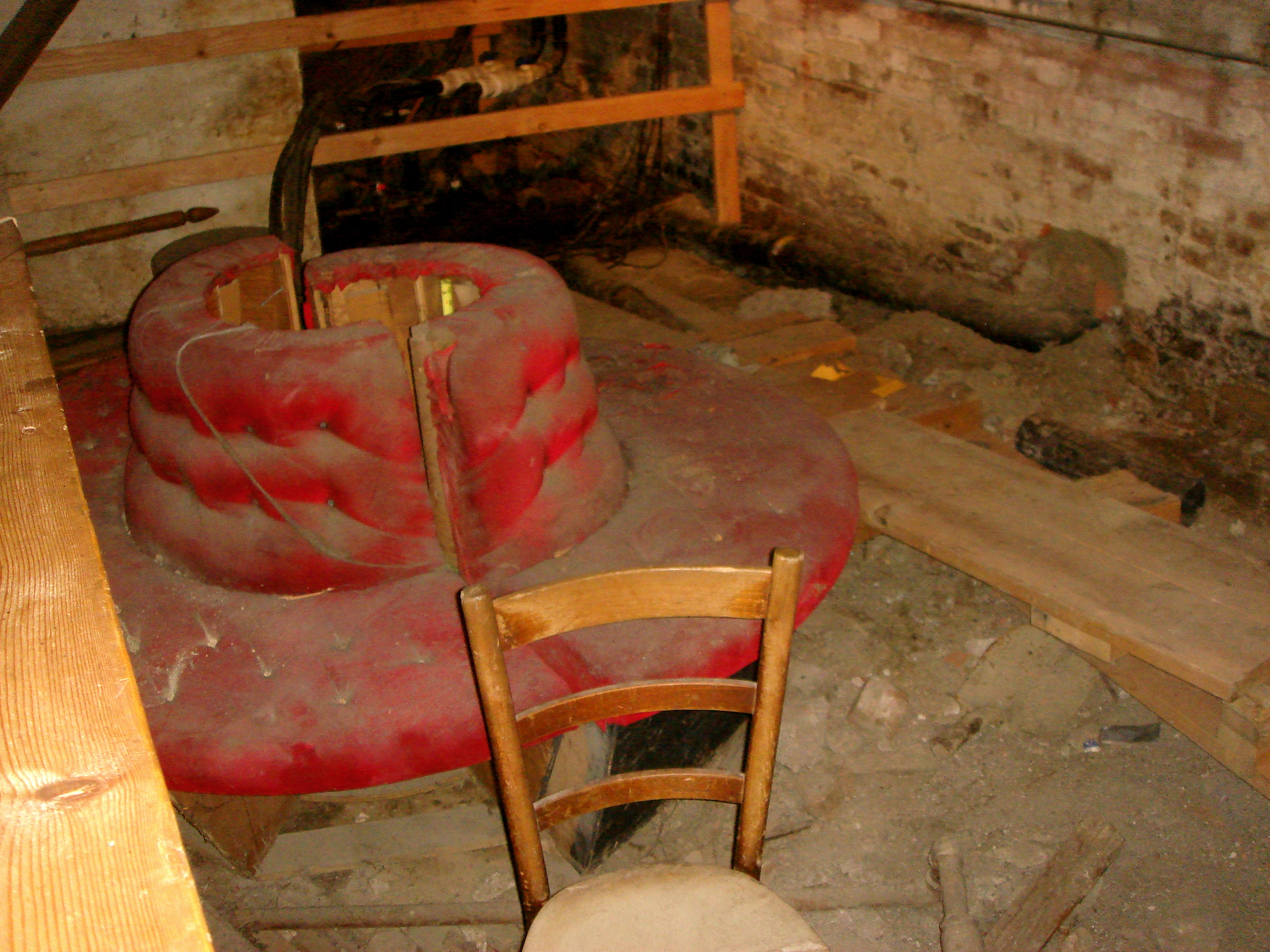